# Hubert Rendelmann
Hubert August Heinrich Rendelmann (* 7. März 1924 in Hannover; † 16. Juli 2003 ebenda) war ein deutscher Rugbyspieler.

## Leben
Er wurde beim TSV Victoria Linden von 1951 bis 1953 dreimal Deutscher Meister.
Aufgrund seiner Leistungen ehrte der deutsche Bundespräsident Theodor Heuss Hubert Rendelmann am 7. Juni 1953 mit der Verleihung des Silbernen Lorbeerblattes.